# Ignatowo (Kaliningrad)
Ignatowo (russisch Игнатово, deutsch Gaistauden, litauisch Gaištautai) ist ein Ort in der russischen Oblast Kaliningrad und gehört zur kommunalen Selbstverwaltungseinheit Munizipalkreis Neman im Rajon Neman.

## Geographische Lage
Ignatowo liegt 17 Kilometer südöstlich der Kreisstadt Neman (Ragnit) an der Kommunalstraße 27K-051, die Malomoschaiskoje (Budwethen/Altenkirch) mit Kalatschejewo (Augskallen/Güldenflur) verbindet. Die nächste Bahnstation war bis 1945 Naujeningken/Neusiedel an der jetzt nicht mehr betriebenen Bahnstrecke Tilsit–Stallupönen/Ebenrode.

## Geschichte
Gaistauden bestand vor 1945 aus ein paar großen Höfen. Zwischen 1874 und 1945 war der Ort in den Amtsbezirk Budwethen – er hieß ab 1939 „Amtsbezirk Altenkirch“ – eingegliedert, der bis 1922 zum Kreis Ragnit, danach zum Landkreis Tilsit-Ragnit im Regierungsbezirk Gumbinnen der preußischen Provinz Ostpreußen gehörte.
In Kriegsfolge kam Gaistauden 1945 mit dem gesamten nördlichen Ostpreußen zur Sowjetunion. Es erhielt 1950 die russische Bezeichnung „Ignatowo“ und wurde gleichzeitig in den Dorfsowjet Malomoschaiski selski Sowet im Rajon Sowetsk eingeordnet. Von 2008 bis 2016 gehörte der Ort zur Landgemeinde Luninskoje selskoje posselenije und seither zum Munizipalkreis Neman.

### Einwohnerentwicklung
| Jahr | Einwohner |
| ---- | --------- |
| 1910 | 173       |
| 1933 | 149       |
| 1939 | 155       |
| 2002 | 44        |
| 2010 | 24        |

## Kirche
Mehrheitlich war die Bevölkerung Gaistaudens vor 1945 evangelischer Konfession. Das Dorf war in das Kirchspiel der Kirche Budwethen (der Ort hieß zwischen 1938 und 1946: Altenkirch, heute russisch: Malomoschaiskoje) eingepfarrt, die zur Diözese Ragnit im Kirchenkreis Tilsit-Ragnit innerhalb der Kirchenprovinz Ostpreußen der Kirche der Altpreußischen Union gehörte. Heute liegt Ignatowo im Einzugsbereich der in den 1990er Jahren neu entstandenen evangelisch-lutherischen Gemeinde in Sabrodino (Lesgwangminnen, 1938 bis 1946 Lesgewangen), die Teil der Propstei Kaliningrad (Königsberg) der Evangelisch-lutherischen Kirche Europäisches Russland ist.